# Jeep Gladiator

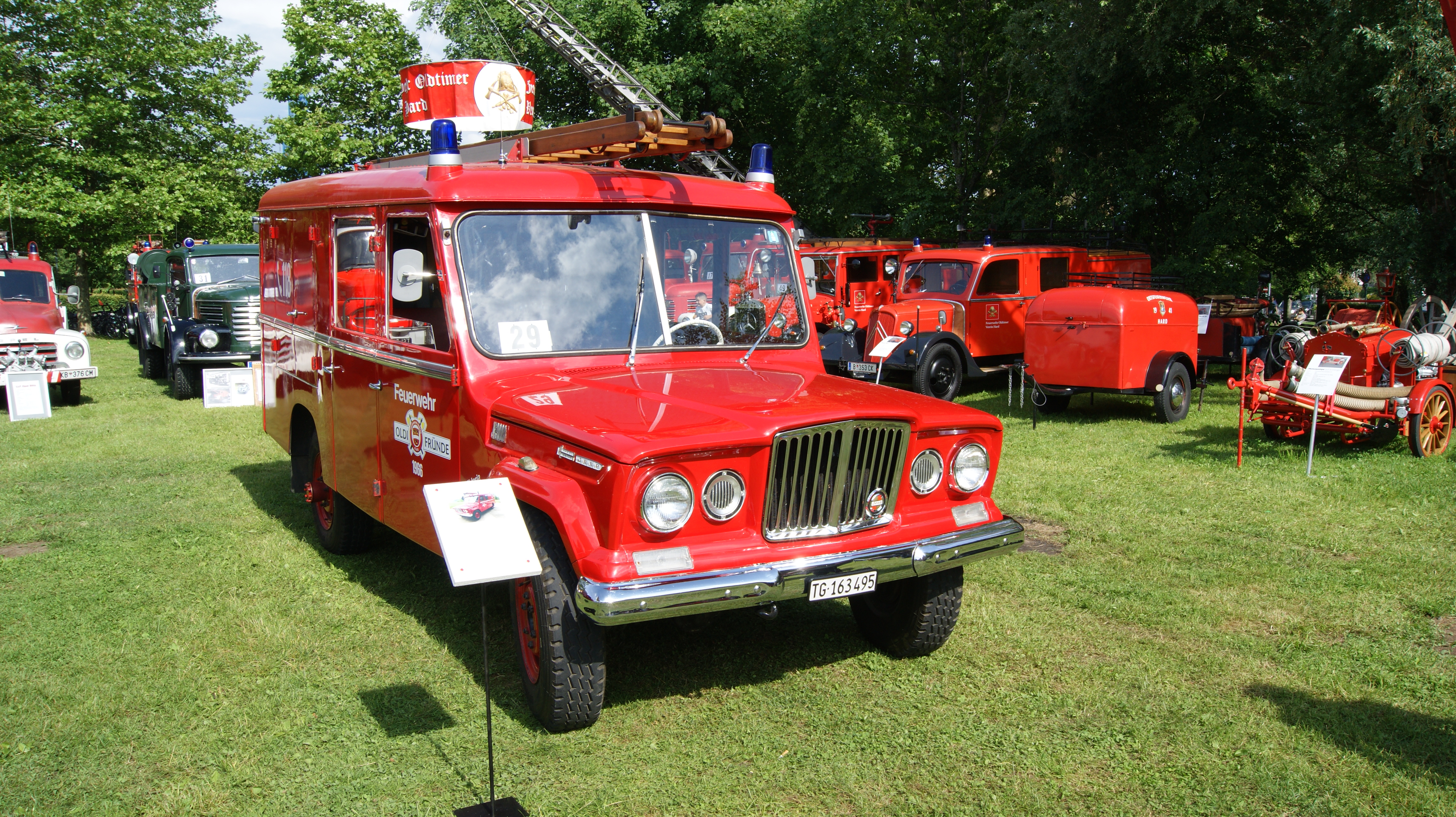
Jeep Gladiator de 1966.

O Jeep Gladiator é uma picape de médio-porte produzido pela Jeep que foi fabricada de 1962 até 1988 (SJ) e voltou em 2019 (JT). A nova versão do Gladiator é derivada de outro carro da Jeep, o Wrangler.